# Gavriil Konstantinovič Romanov
Gavriil Konstantinovič Romanov (Pavlovsk, 15 luglio 1887 – Parigi, 28 febbraio 1955) è stato il secondo figlio del granduca Konstantin Konstantinovič di Russia e della moglie Elizaveta Mavrikievna. Bisnipote dello zar Nicola I, nacque nell'impero russo e servì nell'esercito durante la prima guerra mondiale. Durante la guerra e la conseguente rivoluzione perse la maggior parte della sua famiglia, mentre lui riuscì a scampare l'uccisione da parte dei bolscevichi e trascorse il resto della sua vita in esilio in Francia.

## Biografia

### Infanzia ed educazione
Il principe Gavriil Konstantinovič di Russia nacque il 15 luglio 1887 a Pavlovsk. Egli era il secondo dei dieci figli del granduca Konstantin Konstantinovič Romanov e di sua moglie, la granduchessa Elizaveta Mavrikievna, nata principessa Elisabetta di Sassonia-Altenburg. Gavriil ed il suo fratello Ivan, nato un anno prima, furono i primi a subire le conseguenze delle riforme varate dall'imperatore Alessandro III, cugino di loro padre, che, per alleviare il bilancio dello Stato, decretà che solo i figli e nipoti del sovrano regnante potessero avere il titolo di granduca. Quindi Gavriil aveva appena tre giorni di vita quando lo Zar pubblicò un manifesto in cui annunciava che il suo titolo nobiliare era Principe del Sangue Imperiale, con il trattamento di Altezza. I granduchi ricevevano infatti un appannaggio annuale di 280 000 rubli dalla tesoreria imperiale, somma che garantiva loro una vita confortevole, mentre il principe Gavriil ottenne una somma una tantum di un milione di rubli d'oro, non potendo più contare su null'altro.
Gavriil visse la sua infanzia nel favoloso splendore dell'ultimo periodo della Russia imperiale; suo padre, un rispettato poeta, era secondo cugino dello zar Nicola II e uno dei più ricchi membri della famiglia Romanov. Da piccolo il Principe ebbe una salute piuttosto fragile: era pallido e si ammalava spesso; lui ed il fratello maggiore Ivan complessivamente trascorsero più di un anno della loro fanciullezza vivendo ad Oreanda, la tenuta di famiglia in Crimea, con un dottore e numerosi servi. Nel clima temperato della penisola la loro salute migliorò ed i ragazzi poterono godersi il tempo in spiaggia ed in piccole gite nei dintorni; con la sola compagnia l'uno per l'altro arrivarono a creare un forte legame tra di loro che sarebbe durato per tutte le loro vite.
Gavriil Konstantinovič venne educato rigidamente; lui ed i suoi fratelli e sorelle vennero istruiti affinché parlassero in un russo puro, senza mischiare frasi in altre lingue, e dovevano imparare a memoria numerose preghiere. I migliori scrittori e musicisti vennero invitati a Pavlovsk ed al Palazzo di Marmo, la residenza della famiglia nella capitale, ed il granduca Konstantin progettò un programma di lezioni per i suoi figli, fornendo loro una buona educazione.
Fin da quando era piccolo, Gavriil nutrì un'appassionata devozione per il padre e per tutte le questioni militari. Seguendo l'esempio del padre, Gavriil seguì la carriera militare, scelta tradizionale per i membri maschi della dinastia. Nelle sue memorie ricordò: «Fin dall'età di sette anni, sognai di entrare nella Scuola della Cavalleria Nikolaevskij». Nel 1900 gli venne permesso di unirsi al I corpo cadetti di Mosca per un addestramento preparatorio e nel 1903 poté finalmente entrare alla scuola Nikolaevskij. «Aver indossato l'uniforme da cadetto per cinque anni,» scrisse, «alla fine il mio sogno si avverò, ed io diventai un vero militare». A diciannove anni venne promosso al rango di ufficiale e insignito di numerose onorificenze; il 19 gennaio 1908 Gavriil Konstantinovič prestò il proprio giuramento di fedeltà a Nicola II in una cerimonia tenutasi nella chiesa del Palazzo di Caterina a Carskoe Selo.
La sua famiglia era molto vicina all'Imperatore ed egli passò molto tempo assieme a Nicola II ed alla sua famiglia; la granduchessa Marija Pavlovana ed il fratello Dmitrij Pavlovič erano spesso suoi compagni di giochi.

### Principe di Russia
A differenza dei suoi fratelli seri e riservati, Gavriil era molto più socievole e mondano e cominciò ad associarsi con un gruppo di aristocratici, all'epoca considerati dissoluti per lo standard di quei giorni. Nell'agosto 1911, durante un piccolo ballo a casa della famosa ballerina Matil'da Feliksovna Kšesinskaja, Gavriil incontrò Antonina Rafailovna Nesterovskaja (14 marzo 1890 – 7 marzo 1950), una ballerina ventunenne appartenente ad una famiglia impoverita della bassa nobiltà. Gavriil all'epoca aveva ventiquattro anni, era molto alto e magro; la Nesterovskaja era circa 30 centimetri più bassa di lui, paffuta e non particolarmente bella, ma d'altronde era spiritosa e vivace. Il Principe si innamorò della ballerina; riuscì a parlare con lei durante gli intervalli, mentre lei danzava al Teatro Marinskij ogni domenica. Nel gennaio 1912 egli visitava la Nesterovskaja nel suo piccolo appartamento che divideva con la madre; divennero amanti e quella stessa estate si unirono alla Kšesinskaja ed al suo amante, il granduca Andrej Vladimirovič Romanov, per un viaggio sulla riviera, dove sostarono a Cannes ed a Monte Carlo. L'idillio francese non durò a lungo, perché ben presto dovettero fare ritorno a San Pietroburgo, dove il Principe studiava. Da quel momento in poi egli la considerò la sua fidanzata; nel 1913 Gavriil le chiese di lasciare il corpo di ballo del teatro ed ella accettò.
Il principe Gavriil era molto generoso con la sua amante e la installò in una casa piuttosto stravagante che comprò per lei sulla prospettiva Kamennostrovskij a San Pietroburgo; contemporaneamente egli, che in precedenza viveva a Pavlovsk, ricette un grande appartamento di tre stanze al secondo piano del Palazzo di Marmo, che dava sul lungoneva del Palazzo. Dopo la morte del padre, avvenuta nel 1915, il principe Gavriil Konstantinovič divenne sempre più intimo con l'amante; essi erano una coppia molto ospitale con gli amici e tenevano la loro casa aperta per intrattenerli lascivamente. Il Principe era un amante molto generoso ed accontentava spesso i capricci della Nesterovskaja: ella appariva insaziabile nelle sue richieste, soprattutto quando scoprì che le era sufficiente esprimere un desiderio per vederlo realizzarsi.
Gavriil era sinceramente innamorato, ma d'altronde non poteva sposare la sua amante perché lo statuto di Casa Romanov impediva i matrimoni morganatici. Fece appello alla zia, Ol'ga, regina di Grecia, affinché intercedesse in suo favore; ella andò a visitare lo zar Nicola II per chiedere di concedere al nipote di sposarsi, ma l'Imperatore rifiutò categoricamente. Nonostante tutto, attraverso gli avvenimenti ed i problemi degli anni che seguirono, il principe Gavriil rimase sempre devoto ad Antonina Rafailovna, determinato a superare gli ostacoli che si frapponevano al loro matrimonio.

### Prima guerra mondiale e rivoluzione bolscevica

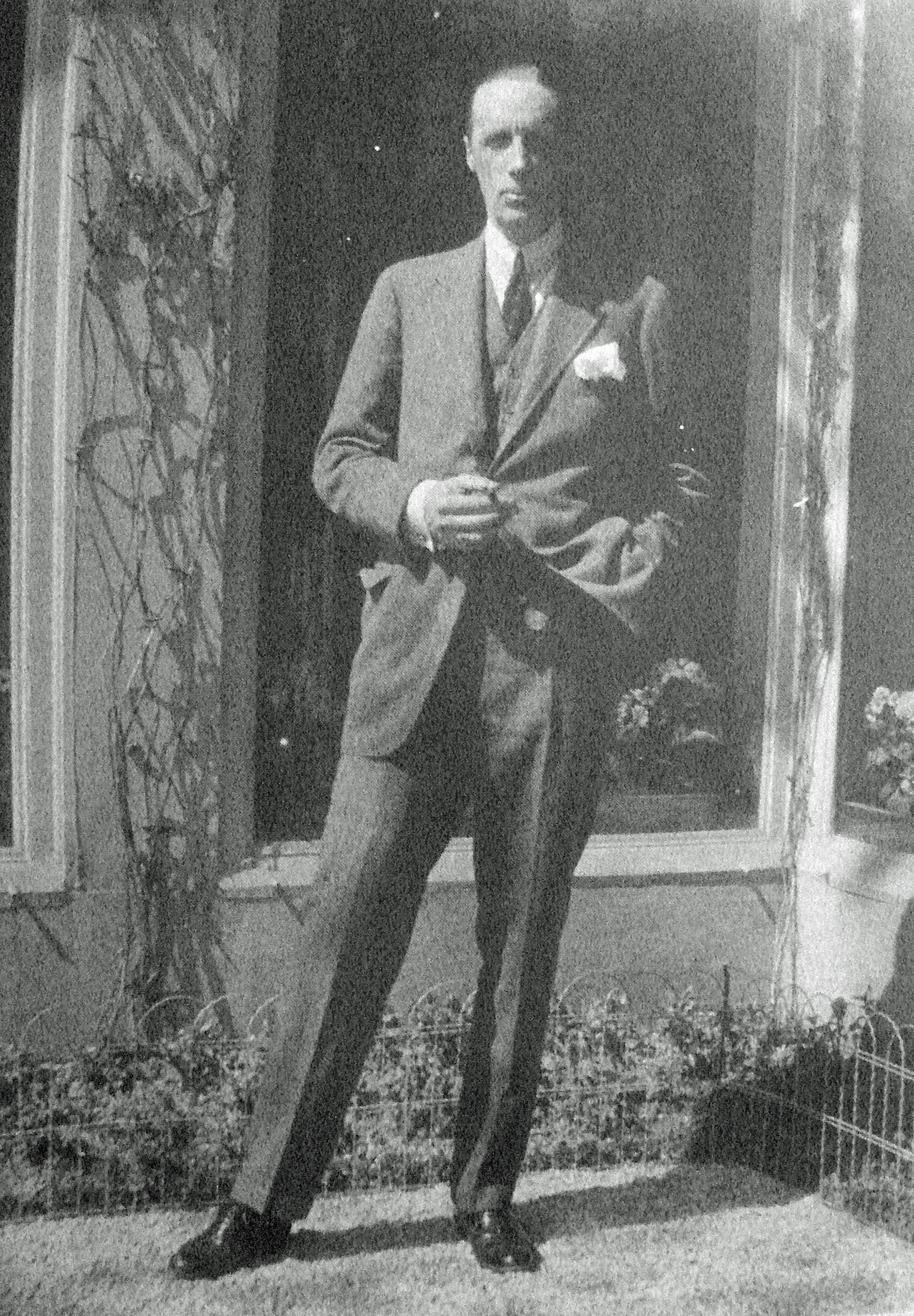
Il principe Gavriil nel 1916

Allo scoppio della prima guerra mondiale, Gavriil dovette separarsi dalla sua amante; lui ed i suoi quattro fratelli si unirono all'esercito russo nello sforzo militare, combattendo nelle avanguardie. Suo fratello, il principe Oleg Konstantinovič, venne ucciso in battaglia all'inizio del conflitto; l'anno seguente il padre di Gavriil morì per un infarto. Sfollato a Pietrogrado (come era stata ribattezzata San Pietroburgo) nell'autunno del 1914, egli si presentò all'accademia militare e, all'età di ventinove anni, si diplomò con il rango di colonnello.
La sua liaison con la Nesterovskaja continuò apertamente e se ne discuteva in pubblico; i due vivevano insieme da lungo tempo e, nel 1916, l'imperatrice Alessandra Fëdorovna, vedendo la sincerità dei loro sentimenti, decise di aiutarli a sposarsi nonostante la loro unione fosse considerata squilibrata.
Dopo il rovesciamento della monarchia russa, avvenuta con la rivoluzione di febbraio del 1917, il principe Gavriil chiese a sua madre il permesso di sposare l'amante, ma ella non gli diede il suo consenso. Gavriil decise quindi di disobbedirle e, il 9 aprile 1917, alle tre del pomeriggio, in una piccola chiesa, si sposarono. Durante il regno di Nicola II non era stata permessa alcun matrimonio morganatico e quindi la loro unione venne mantenuta segreta a sua madre ed allo zio Dmitrij Konstantinovič, che, solo in seguito, venne a sapere dell'avvenimento.
Gavriil Konstantinovič aveva chiesto a suo cugino Alessandro di Leuchtenberg, che desiderava anch'esso sposarsi morganaticamente, di cercare un prete per benedire segretamente l'unione. Alla cerimonia nuziale erano presenti solamente Lydija Čistjakova (sorella di Antonina) ed una coppia di loro amici. Gavriil aveva raccontato il suo progetto al fratello maggiore Ivan, ma questi non volle partecipare al matrimonio a causa del dissenso della madre, ma in ogni caso egli promise a Gavriil di mantenere il segreto. Sulla strada per recarsi in chiesa, il Principe incontrò i fratelli Konstantin e Georgij che stavano chiacchierando sulla via Morskaïa. Essi avevano appena visto Antonina in abito nuziale su un'altra macchina, ma solo in seguito realizzarono cosa era accaduto. Una volta sposato, Gavriil andò a trovare sua madre che, benché molto arrabbiata, infine benedisse la loro unione; da quel momento in poi il Principe si trasferì definitivamente nell'appartamento della Nesterovskaja dove, per un po' di tempo, vissero tranquillamente.
Gavriil Konstantinovič tentò di mantenere uno stile di vita sobrio durante la primavera del 1917; temendo la folla vendicativa, Antonina gli telefonava per metterlo in guardia ed inviava un'auto con autista per andarlo a prendere all'accademia militare e riportarlo alla relativa sicurezza della loro casa.

### Prigionia
Dopo il colpo di Stato bolscevico del novembre 1917 i quotidiani di Pietrogrado pubblicarono un decreto con il quale veniva ordinato a tutti i membri maschi della dinastia Romanov di far rapporto alla tanto temuta Čeka, la polizia segreta sovietica. Inizialmente venne richiesto loro unicamente di non lasciare la capitale; nel marzo 1918, i Romanov che si erano registrati vennero convocati per essere mandati al confino in Russia. Nella primavera del 1918, quando i bolscevichi tentarono di arrestarlo, Gavriil era ammalato di tubercolosi; invece di imprigionarlo comunque, i bolscevichi gli consentirono di rimanere con la moglie Antonina nel loro appartamento di Pietrogrado. Entro la seguente estate egli comunque guarì ed in luglio un contingente di soldati armati arrivò a casa sua e lo prese in custodia. Venne portato nella prigione di Spalernaia e messo in una cella adiacente a quella dello zio Dmitrij Konstantinovič e dei granduchi Nikolaj e Georgij Michajlovič.
Il principe Gavriil, più giovane e flessibile dei suoi parenti, trovò la prigionia meno dura, ma rimase comunque stupito dall'aspetto dello zio quando si incontrarono la prima volta: fino alla fine, come ricordò il Principe, Dmitrij Konstantinovič continuò ad essere lo zio preferito della sua infanzia, che gli raccontava barzellette, nel tentativo di mantenere il buonumore, e convincendo le guardie a recapitare messaggi di speranza nella cella del nipote.
Mentre il marito era in cella, la Nesterovskaja fu instancabile nei suoi sforzi di ottenere il rilascio di Gavriil; in ultima istanza ella riuscì nel suo intento, grazie all'intervento di Maksim Gor'kij (la cui moglie era un'amica di Antonina Rafajlovna), che fece pressioni su Lenin in favore di Gavriil. Verso la fine del 1918 Gavriil venne trasferito in ospedale e, poco dopo, Gor'kij ospitò lui e la moglie sotto il proprio tetto, dove vissero per un po' di tempo. Alcune settimane dopo, sempre grazie all'interessamento di Gor'kij, il Soviet di Pietrogrado diede il permesso alla coppia di lasciare la Russia per la Finlandia; essi si affrettarono a lasciare la loro patria e iniziarono il loro viaggio che li condusse in Francia. Il rilascio del Principe giunse appena in tempo: nelle prime ore del 28 gennaio 1919 i suoi parenti imprigionati a Spalernaia vennero fucilati nella Fortezza di San Pietro e San Paolo.

### Esilio
Nel 1920 il principe Gavriil Konstantinovič e la moglie Antonina presero residenza a Parigi. La coppia non perse il suo interesse per gli svaghi della società mentre si trovava in esilio: essi erano presenze costanti ai molti balli russi, amavano frequentare gli intrattenimenti serali ai club notturni russi e mantennero la loro amicizia con gli altri Romanov in esilio. Il loro circuito di conoscenze includeva tra l'altro Tamara de Lempicka, che dipinse un famoso ritratto di Gavriil.
Nel 1924 la situazione economica di Gavriil cominciò a farsi molto difficile: Antonina, avendo accantonato l'idea di aprire una scuola di ballo, si rivolse al mondo della moda ed aprì una propria maison. Chiamato "House of Berry", il negozio venne aperto in un piccolo edificio; cinque anni dopo, avendo riscosso un certo successo, Antonina fu in grado di trasferire l'atelier in una locazione migliore. Quando ella riceva ricchi o importanti clienti, specialmente milionari americani, questi venivano velocemente introdotti in un salone dove, tra decorazione e paramenti della Russia imperiale, venivano intrattenuti dallo stesso principe Gavriil che sembrava gradire l'esperienza. I visitatori in seguito ricordarono che Gavriil trascorreva delle ore con loro, spesso parlando dei membri della sua famiglia estesa ed usando fotografie e ritratti come sussidi visuali di un'era ormai finita. Gavriil e sua moglie, con gli introiti dell'attività imprenditoriale di Antonina, riuscirono a mantenere uno stile di vita confortevole, seppure non splendido come un tempo; tutto il corridoio del loro appartamento era coperto di fotografie di famiglia. Vivevano felicemente e spesso organizzavano ricevimenti per il the; a Parigi spesso si incontrarono con altri emigrati russi, tra cui il principe Feliks Feliksovič Jusupov, sua moglie la principessa Irina Aleksandrovna ed il granduca Andrej Vladimirovič Romanov, che a quell'epoca aveva sposato la Kšesinskaja.
La grande depressione causò notevoli difficoltà alla loro attività e quindi, nel 1936, dovettero chiudere il negozio. La coppia visse quindi molto modestamente in un sobborgo di Parigi, dove Gavriil scrisse le proprie memorie. Per guadagnare un po' di soldi egli organizzava delle compagnie di bridge mentre Antonina occasionalmente dava delle lezioni di danza. Una parte dei diari del Principe venne in seguito pubblicata come In the Marble Palace: il libro apparve inizialmente in russo e francese. Nel corso degli anni sono apparse numerose edizioni russe, la più recente nel 2001; il libro impiegò invece molto tempo ad essere pubblicato in inglese, perché la prima traduzione venne presumibilmente persa durante il bombardamento dell'ambasciata americana di Beirut, in Libano, nel 1984. Le memorie di Gavriil contengono un resoconto dettagliato della vita quotidiana dei membri della famiglia Romanov e sono state la fonte per numerose biografie contemporanee sulla famiglia imperiale russa.

### Ultimi anni e morte

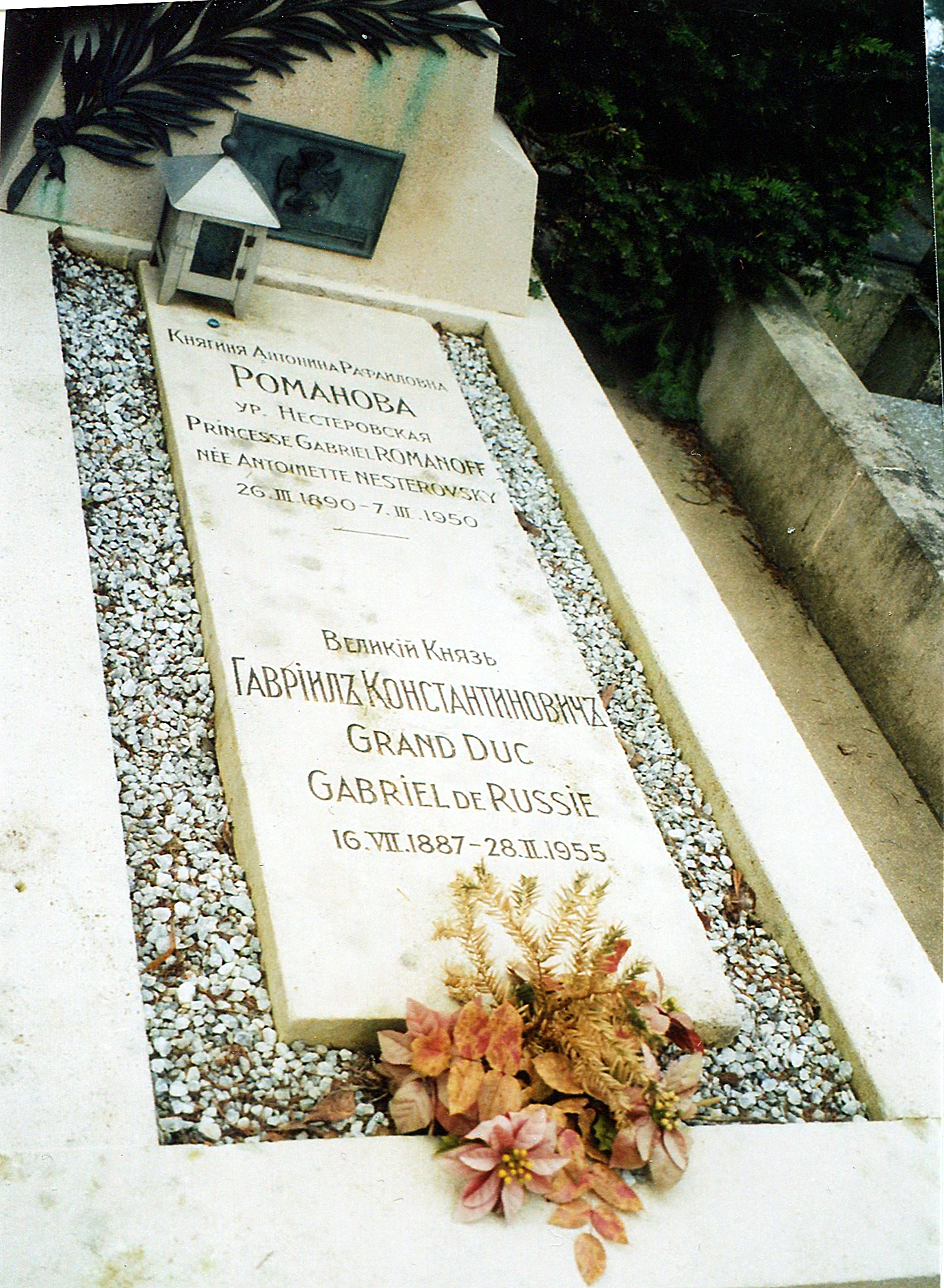
La tomba di Gavriil Romanov

Gavriil Konstantinovič rimase in contatto con i suoi parenti Romanov durante i lunghi anni di esilio. Egli in particolare supportava le pretese alla successione del granduca Kirill Vladimirovič di Russia; quest'ultimo ripagò il favore nobilitando la Nesterovskaja e nominandola Principessa Romanovskaja-Strelninskaja. Gavriil stesso, il 15 maggio 1939, ricevette il titolo di granduca da parte del figlio di Kirill, Vladimir Kirillovič; egli fu l'unico principe Romanov ad essere elevato a questo rango. La legalità di queste azioni fu comunque controversa perché tanto le pretese di Kirill quanto quelle di Vladimir furono contestate; altri Romanov infatti non utilizzarono il nuovo titolo concesso a Gavriil e considerarono questa elevazione semplicemente come fonte di divertimento.
Durante i tumultuosi anni della seconda guerra mondiale, Gavriil e la moglie continuarono a vivere a Parigi; la loro relazione non vacillò mai ed essi rimasero devoti l'un l'altra. Antonina morì il 7 marzo 1950, all'età di sessant'anni; Gavriil non solo sopravvisse alla moglie, ma si risposò l'anno seguente, l'11 maggio 1951. La sua seconda moglie fu la principessa Irina Ivanovna Kurakina (22 settembre 1903 – 17 gennaio 1993), una nobile esiliata russa quarantottenne, creata in seguito Sua Altezza Serenissima Principessa Romanovskaja dal granduca Vladimir Kirillovič. Gavriil Konstantinovič morì quattro anni più tardi, il 28 febbraio 1955, a Parigi. Non ebbe figli né dalla Nesterovskaja né dalla Principessa Kurakina, e venne sepolto al cimitero russo di Saint Genieve des Bois a Parigi.

## Ascendenza
|                                   |                               |                                   | Genitori                                    |  |  | Nonni |  |  | Bisnonni           |  |  | Trisnonni         |  |
|                                   |                               |                                   |                                             |  |  |       |  |  | Nicola I di Russia |  |  | Paolo I di Russia |  |
|                                   |                               |                                   |                                             |  |  |       |  |  | Nicola I di Russia |  |  | Paolo I di Russia |  |
|                                   |                               | Sofia Dorotea di Württemberg      |                                             |  |  |       |  |  | Nicola I di Russia |  |  |                   |  |
| Konstantin Nikolaevič Romanov     |                               |                                   |                                             |  |  |       |  |  | Nicola I di Russia |  |  |                   |  |
|                                   |                               | Carlotta di Prussia               | Federico Guglielmo III di Prussia           |  |  |       |  |  |                    |  |  |                   |  |
|                                   |                               | Carlotta di Prussia               | Federico Guglielmo III di Prussia           |  |  |       |  |  |                    |  |  |                   |  |
|                                   |                               | Carlotta di Prussia               | Luisa di Meclemburgo-Strelitz               |  |  |       |  |  |                    |  |  |                   |  |
| Konstantin Konstantinovič Romanov |                               | Carlotta di Prussia               |                                             |  |  |       |  |  |                    |  |  |                   |  |
|                                   |                               | Giuseppe di Sassonia-Altenburg    | Federico di Sassonia-Altenburg              |  |  |       |  |  |                    |  |  |                   |  |
|                                   |                               | Giuseppe di Sassonia-Altenburg    | Federico di Sassonia-Altenburg              |  |  |       |  |  |                    |  |  |                   |  |
|                                   |                               | Giuseppe di Sassonia-Altenburg    | Carlotta di Meclemburgo-Strelitz            |  |  |       |  |  |                    |  |  |                   |  |
| Alessandra di Sassonia-Altenburg  |                               | Giuseppe di Sassonia-Altenburg    |                                             |  |  |       |  |  |                    |  |  |                   |  |
|                                   |                               | Amalia di Württemberg             | Ludovico Federico Alessandro di Württemberg |  |  |       |  |  |                    |  |  |                   |  |
|                                   |                               | Amalia di Württemberg             | Ludovico Federico Alessandro di Württemberg |  |  |       |  |  |                    |  |  |                   |  |
|                                   |                               | Amalia di Württemberg             | Enrichetta di Nassau-Weilburg               |  |  |       |  |  |                    |  |  |                   |  |
| Gavriil Konstantinovič Romanov    |                               | Amalia di Württemberg             |                                             |  |  |       |  |  |                    |  |  |                   |  |
|                                   | Giorgio di Sassonia-Altenburg | Federico di Sassonia-Altenburg    |                                             |  |  |       |  |  |                    |  |  |                   |  |
|                                   | Giorgio di Sassonia-Altenburg | Federico di Sassonia-Altenburg    |                                             |  |  |       |  |  |                    |  |  |                   |  |
|                                   | Giorgio di Sassonia-Altenburg | Carlotta di Meclemburgo-Strelitz  |                                             |  |  |       |  |  |                    |  |  |                   |  |
| Maurizio di Sassonia-Altenburg    | Giorgio di Sassonia-Altenburg |                                   |                                             |  |  |       |  |  |                    |  |  |                   |  |
|                                   |                               | Maria di Meclemburgo-Schwerin     | Federico Ludovico di Meclemburgo-Schwerin   |  |  |       |  |  |                    |  |  |                   |  |
|                                   |                               | Maria di Meclemburgo-Schwerin     | Federico Ludovico di Meclemburgo-Schwerin   |  |  |       |  |  |                    |  |  |                   |  |
|                                   |                               | Maria di Meclemburgo-Schwerin     | Elena Pavlovna Romanova                     |  |  |       |  |  |                    |  |  |                   |  |
| Elisabetta di Sassonia-Altenburg  |                               | Maria di Meclemburgo-Schwerin     |                                             |  |  |       |  |  |                    |  |  |                   |  |
|                                   |                               | Bernardo II di Sassonia-Meiningen | Giorgio I di Sassonia-Meiningen             |  |  |       |  |  |                    |  |  |                   |  |
|                                   |                               | Bernardo II di Sassonia-Meiningen | Giorgio I di Sassonia-Meiningen             |  |  |       |  |  |                    |  |  |                   |  |
|                                   |                               | Bernardo II di Sassonia-Meiningen | Luisa Eleonora di Hohenlohe-Langenburg      |  |  |       |  |  |                    |  |  |                   |  |
| Augusta di Sassonia-Meiningen     |                               | Bernardo II di Sassonia-Meiningen |                                             |  |  |       |  |  |                    |  |  |                   |  |
|                                   |                               | Maria d'Assia-Kassel              | Guglielmo II d'Assia                        |  |  |       |  |  |                    |  |  |                   |  |
|                                   |                               | Maria d'Assia-Kassel              | Guglielmo II d'Assia                        |  |  |       |  |  |                    |  |  |                   |  |
|                                   |                               | Maria d'Assia-Kassel              | Augusta di Prussia                          |  |  |       |  |  |                    |  |  |                   |  |
|                                   |                               | Maria d'Assia-Kassel              |                                             |  |  |       |  |  |                    |  |  |                   |  |